# Station Chrosna
Station Chrosna is een spoorwegstation in de Poolse plaats Chrosna.